# Брауншвейг-Люнебурзьке герцогство
Брауншвейг-Люнебурзьке герцогство (нім. Herzogtum Braunschweig-Lüneburg) — історичне німецьке герцогство, яким правили Вельфи. Розташовувалось на території сучасної федеральної землі Нижня Саксонія.

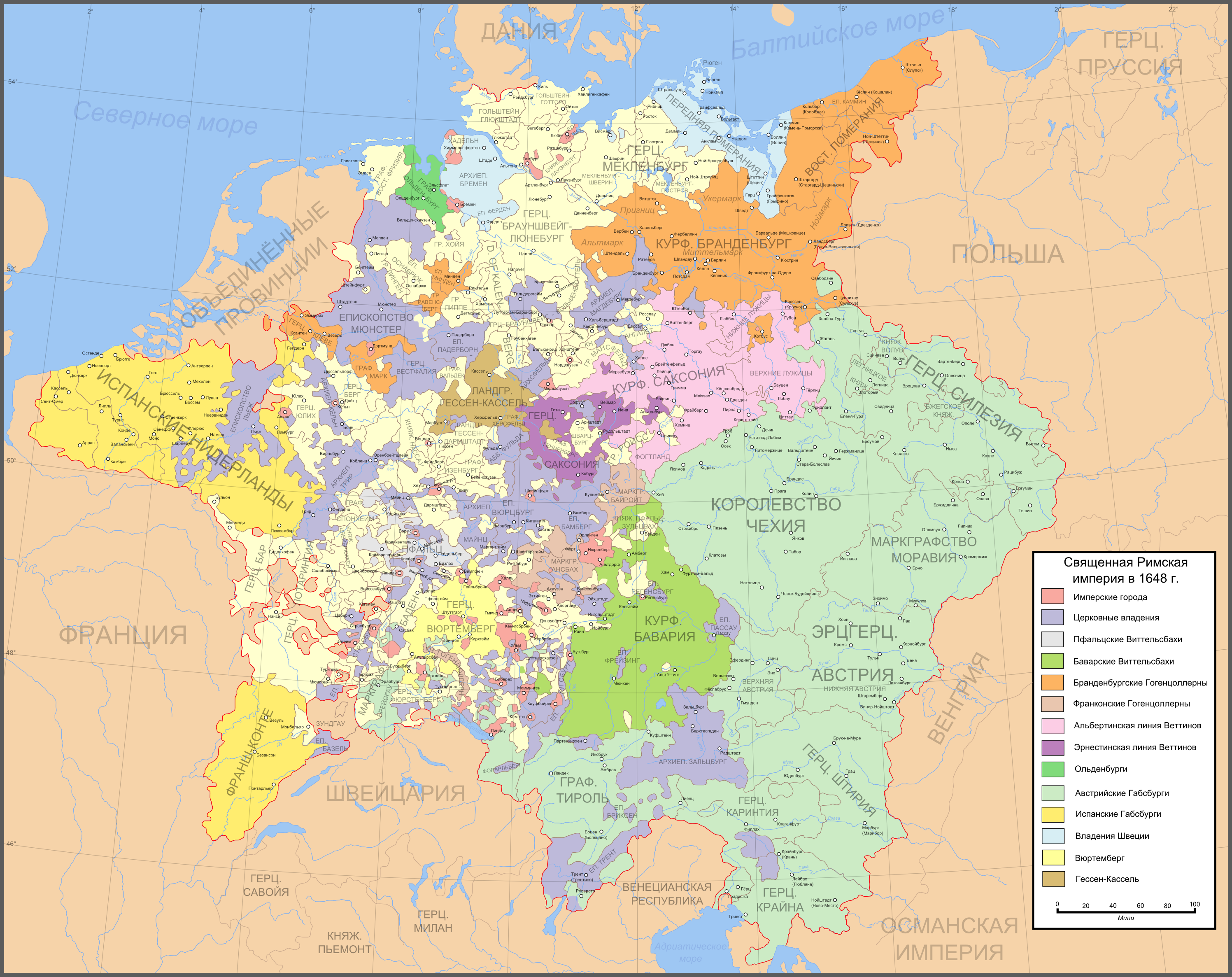
Брауншвейг-Люнебург на мапі Священної Римської імперії (1648): між Гольштейном, Вестфалією, Гессеном, Саксонією, Бранденбургом і Мекленбургом

Утворилось 1235 року, відокремившись від Саксонського герцогства. Першим герцогом Брауншвейга став Отто. У 1269 році герцогство було розділено на дві частини зі столицями у Брауншвейгу й Люнебурзі. З 1708 року герцоги Брауншвейга отримали титул курфюрстів Священної Римської імперії. До того часу столицею Брауншвейгу став Ганновер. Брауншвейгський курфюрст Георг Людвіг у 1714 році став королем Англії й основоположником Ганноверської династії.
У 1734 році на території Брауншвейгського герцогства в місті Геттінген було засновано Геттінгенський університет. У 1807 році герцогство увійшло до складу залежного від наполеонівської Франції Вестфальського королівства, а у 1814 році остаточно ліквідовано, однак на його місці виникло Ганноверське королівство.

## Герцоги Брауншвейг-Люнебургу
| Ім'я                                    | Термін                  |  |
| --------------------------------------- | ----------------------- |  |
| Брауншвейг (Ганновер)                   |                         |  |
| Генріх Гордий                           | 1126 — 1139             |  |
| Генріх Лев                              | 1139 — 1195             |  |
| Династія Вельфів                        |                         |  |
| Вільгельм                               | 1195 — 1213             |  |
| Отто І Дитина                           | 1213 — 09.06.1252       |  |
| Герцоги Брауншвейг-Люнебург             |                         |  |
| Іоганн                                  | 09.06.1252 — 13.12.1277 |  |
| Альбрехт (І) Великий                    | 09.06.1252 — 15.08.1279 |  |
| Поділ на Люнебург і Вольфенбюттель      | 1267                    |  |
| Відокремлення Брауншвейг-Гьоттінгену    | 1286                    |  |
| Оттон М'який                            | 13.12.1277 — 10.04.1330 |  |
| Альбрехт (ІІ)                           | 15.08.1279 — 1286       |  |
| Генріх (І)                              | 15.08.1279 — 1286       |  |
| Вільгельм (І)                           | 15.08.1279 — 1292       |  |
| Оттон (ІІІ)                             | 10.04.1330 — 19.08.1352 |  |
| Вільгельм (ІІ)                          | 10.04.1330 — 23.11.1369 |  |
| Магнус (І)                              | 23.11.1369 — 26.07.1373 |  |
| Об'єднання з Брауншвейг-Вольфенбюттелем | 1369                    |  |
| Бернгард (І)                            | 26.07.1373 — 11.06.1434 |  |
| Фрідріх (І)                             | 11.06.1434 — 1441       |  |
| Оттон (І)/(IV)                          | 11.06.1434 — 01.06.1446 |  |
| Фрідріх (ІІ)                            | 11.06.1434 — 1457       |  |
| Бернгард (ІІ)                           | 1458 — 09.02.1464       |  |
| Оттон (ІІ)/(V)                          | 09.02.1464 — 09.01.1471 |  |
| Генріх (ІІІ) Середній                   | 1471 — 1520             |  |
| Оттон (ІІІ)                             | 1520 — 1527             |  |
| Франц                                   | 1520 — 1539             |  |
| Ернест (І)                              | 1520 — 11.01.1546       |  |
| Франц-Оттон (І)                         | 11.01.1546 — 29.04.1559 |  |
| Вільгельм (ІІ) Молодий                  | 29.04.1559 — 20.08.1592 |  |
| Ернест (ІІ)                             | 20.08.1592 — 02.03.1611 |  |
| Крістіан                                | 02.03.1611 — 08.11.1633 |  |
| Август (І)                              | 08.11.1633 — 01.10.1636 |  |
| Георг (І)                               | 01.10.1636 — 12.04.1641 |  |
| Георг (ІІ)                              | 1648 — 15.03.1665       |  |
| Іоганн Фрідріх                          | 15.03.1665 — 18.12.1679 |  |
| Ернест-Август (І)                       | 18.12.1679 — 23.01.1698 |  |
| Приєднання до курфюства Ганновер        | 1692                    |  |
|                                         |                         |  |